# Liste der Biografien/Lus
Liste der Biografien |
Portal Biografien |
Personensuche
# |
A |
B |
C |
D |
E |
F |
G |
H |
I |
J |
K |
L |
M |
N |
O |
P |
Q |
R |
S |
T |
U |
V |
W |
X |
Y |
Z |
?
 
La |
Lb |
Lc |
Le |
Lg |
Lh |
Li |
Lj |
Ll |
Lm |
Lo |
Lp |
Lt |
Lu |
Lv |
Lw |
Lx |
Ly |
Lz
 
Lua |
Lub |
Luc |
Lud |
Lue |
Luf |
Lug |
Luh |
Lui |
Luj |
Luk |
Lul |
Lum |
Lun |
Luo |
Lup |
Luq |
Lur |
Lus |
Lut |
Luu |
Luv |
Luw |
Lux |
Luy |
Luz
Die Liste der Biografien führt alle Personen auf, die in der deutschsprachigen Wikipedia einen Artikel haben. Dieses ist eine Teilliste mit 251 Einträgen von Personen, deren Namen mit den Buchstaben „Lus“ beginnt.

## Lus
- Luş, Berat (* 2007), türkischer Fußballspieler

### Lusa
- Lusa, Daumants (* 1992), lettischer Biathlet
- Lusak, Wolfgang (* 1949), österreichischer Unternehmer und Marketingexperte
- Lusaka, Paul J. F. (1935–1996), sambischer Diplomat
- Lusamba, Arnaud (* 1997), französischer Fußballspieler
- Lusambo, Bowman (* 1976), sambischer Politiker
- Lusan, Ljudmyla (* 1997), ukrainische Kanutin
- Lusardi, Annamaria (* 1962), italienische Wirtschaftswissenschaftlerin und Hochschullehrerin

### Lusc
- Lusch, Christian (* 1981), deutscher Sportschütze
- Lüsch, Florian (* 1993), deutscher Eishockeyspieler
- Lüsch, Heinz (1911–1943), deutscher Kunsterzieher und Maler
- Lusch, Michael (* 1964), deutscher Fußballspieler
- Luschan, Felix von (1854–1924), Arzt, Anthropologe, Forschungsreisender, Archäologe und EthnographFelix von Luschan (1854–1924)

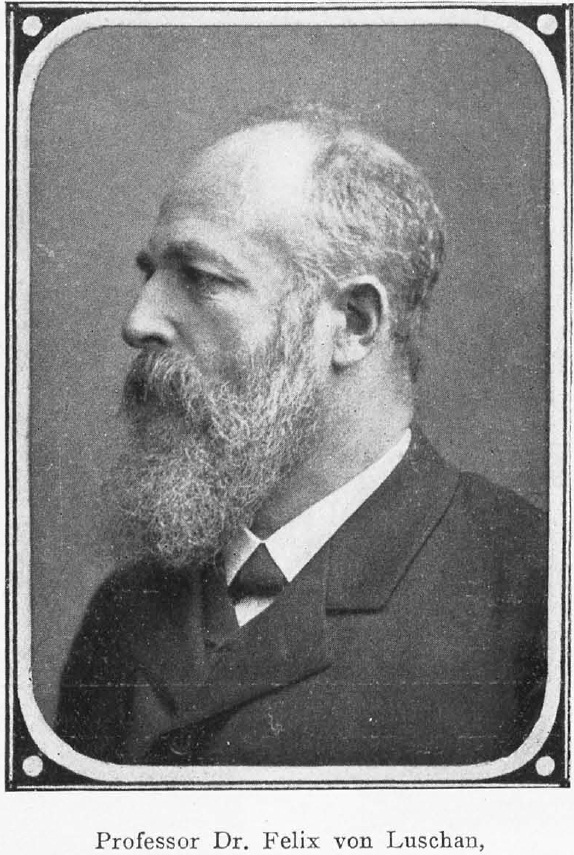
Felix von Luschan (1854–1924)

- Luschanska, Tetjana (* 1984), ukrainische Tennisspielerin
- Lusche, Ulrich (* 1968), deutscher Politiker (CDU), MdL
- Lüschen, Friedrich Heinrich (1877–1945), deutscher Nachrichtentechniker
- Lüschen, Günther (1930–2015), deutscher Soziologe
- Lüscher, Andy (* 1953), Schweizer Jazzmusiker (Schlagzeug)
- Lüscher, Arnold (1891–1953), Schweizer Pädagoge, Schriftsteller und Pazifist
- Lüscher, Bettina (* 1962), deutsche Journalistin
- Lüscher, Christian (* 1963), Schweizer Rechtsanwalt und Politiker
- Lüscher, Daniel (1787–1864), Schweizer Politiker
- Lüscher, Edgar (1925–1990), Schweizer Experimentalphysiker und Hochschullehrer
- Lüscher, Erika, Schweizer Journalistin und Autorin
- Lüscher, Flavia (* 2003), Schweizer Fussballspielerin
- Lüscher, Fredi (1943–2006), Schweizer Jazzpianist und Publizist
- Lüscher, Geneviève (* 1953), schweizerische Prähistorikerin, Autorin, Journalistin
- Lüscher, Gottlieb (1897–1984), Schweizer Lebensmitteltechnologe
- Lüscher, Ingeborg (* 1936), deutsche Filmemacherin, Fotografin, Konzept-, Video- und Installationskünstlerin
- Lüscher, Jean Jacques (1884–1955), Schweizer Maler, Zeichner und Lithograf
- Lüscher, Jonas (* 1976), schweizerisch-deutscher Schriftsteller und EssayistJonas Lüscher (* 1976)

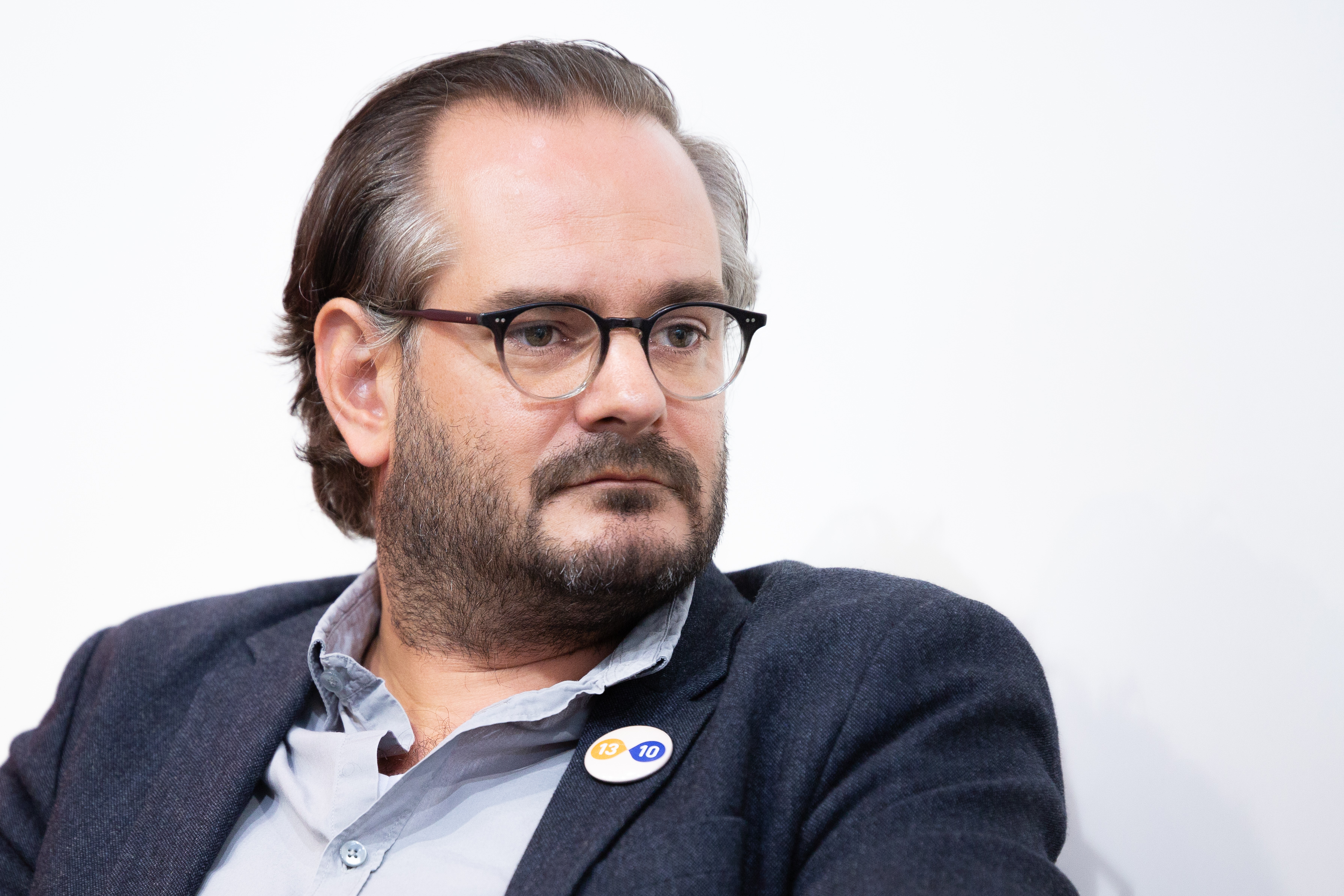
Jonas Lüscher (* 1976)

- Lüscher, Kurt (* 1935), Schweizer Soziologe
- Lüscher, Liselotte (* 1934), Schweizer Erziehungswissenschaftlerin
- Lüscher, Marcel (* 1971), Schweizer Jazzmusiker (Saxophon, Klarinette, Komposition)
- Lüscher, Marie (1912–1991), Schweizer Chirurgin
- Lüscher, Martin (1917–1979), Schweizer Zoologe
- Lüscher, Martin (* 1949), Schweizer theoretischer Physiker
- Lüscher, Max (1923–2017), Schweizer Psychologe und Philosoph
- Lüscher, Melchior (1769–1828), Schweizer Politiker
- Lüscher, Peter (* 1956), Schweizer Skirennläufer
- Lüscher, Regula (* 1961), Schweizer Architektin und StadtplanerinRegula Lüscher (* 1961)

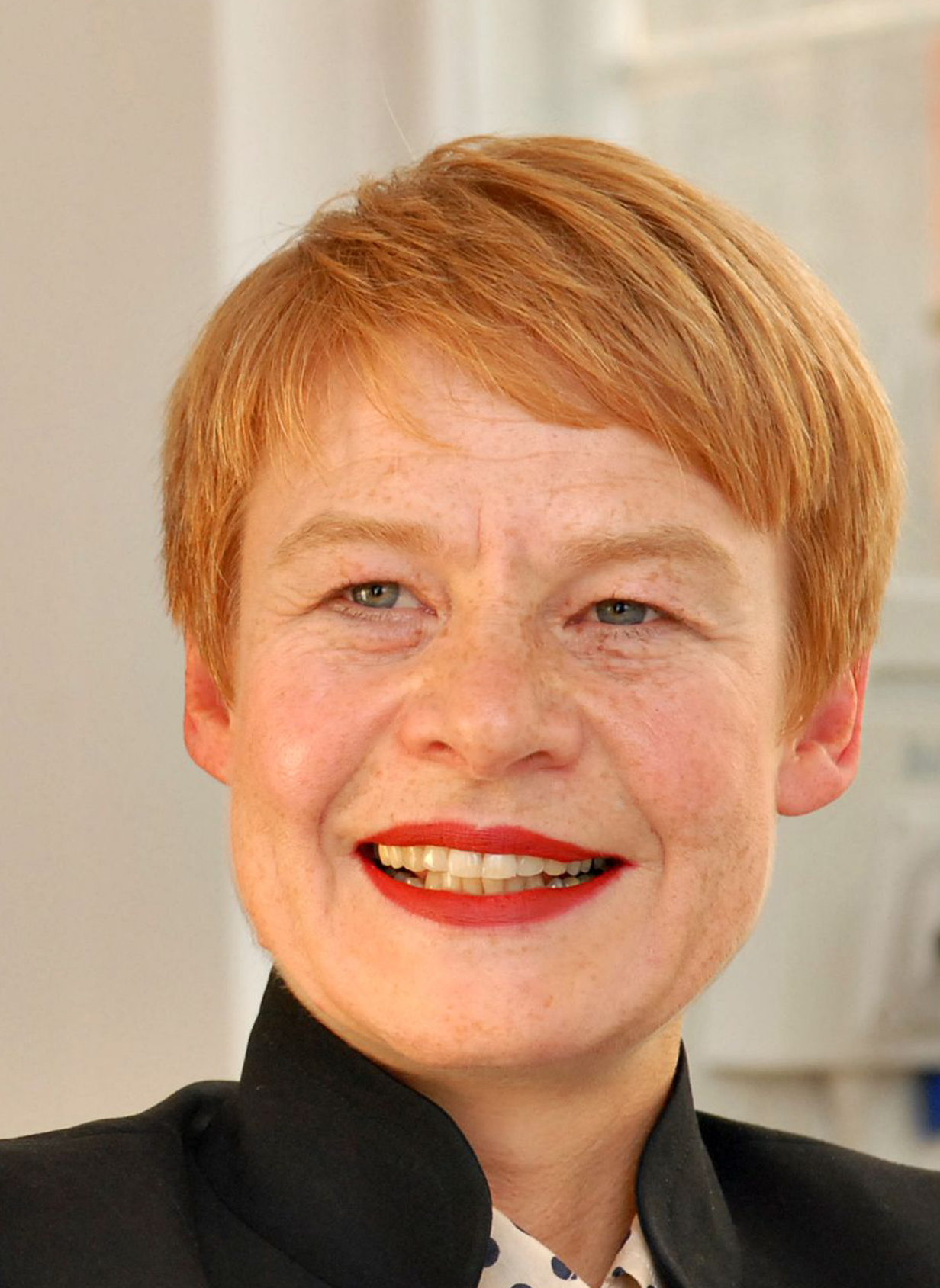
Regula Lüscher (* 1961)

- Lüscher, Sara (* 1986), Schweizer Orientierungsläuferin
- Lüscher, Severin (* 1963), Schweizer Politiker (Grüne)
- Lüscher, Sophie (* 2002), Schweizer Tennisspielerin
- Lüscher, Sven (* 1984), Schweizer Fußballspieler
- Lüscher, Thomas (* 1978), Schweizer Pianist und Komponist
- Luschew, Pjotr Georgijewitsch (1923–1997), sowjetischer Armeegeneral
- Luschey, Heinz (1910–1992), deutscher Klassischer Archäologe
- Luschik, Katerina (* 1998), deutsche rhythmische Sportgymnastin
- Luschin von Ebengreuth, Arnold (1841–1932), österreichischer Rechtshistoriker und Numismatiker
- Luschin, Fjodor Fjodorowitsch (1695–1727), russischer Geodät, Kartograf und Forschungsreisender
- Luschin, Franz Xaver (1781–1854), österreichischer Geistlicher, Fürstbischof von Trient, Erzbischof von Lwiw, Primas von Galizien und Lodomerien, Fürstbischof von Görz, Primas von Illyrien und katholischer Theologe
- Luschin, Hugo (1878–1946), deutscher Reichsgerichtsrat
- Luschin, Raimund (* 1942), österreichischer Ordensgeistlicher und römisch-katholischer Moraltheologe
- Luschka, Hubert der Jüngere (1870–1927), deutscher Landwirtschaftslehrer und Agrarpolitiker
- Luschka, Hubert von (1820–1875), Mediziner, Anatom
- Luschkow, Juri Michailowitsch (1936–2019), russischer Politiker, Oberbürgermeister von MoskauJuri Michailowitsch Luschkow (1936–2019)

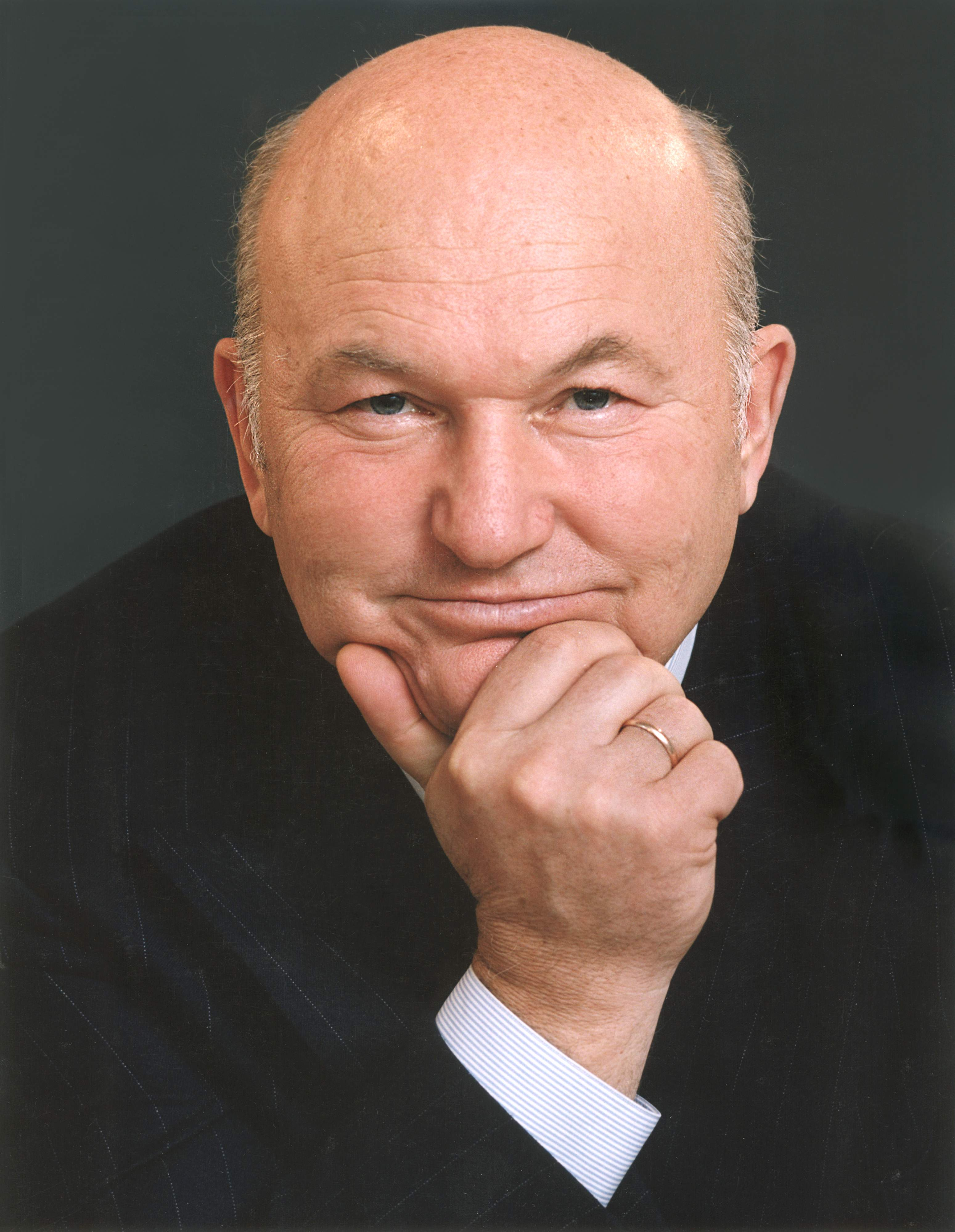
Juri Michailowitsch Luschkow (1936–2019)

- Luschnat, David (1895–1984), deutscher Schriftsteller
- Luschnat, Melissa (* 1992), deutsche Handballspielerin
- Luschnat, Otto (1911–1990), deutscher Klassischer Philologe
- Luschnik, Robert (* 1967), österreichischer Politiker (Grüne, NEOS)
- Luschnikow, Jewgeni Wladimirowitsch (* 1976), russischer Handballspieler
- Luschnyj, Oleh (* 1968), ukrainischer Fußballspieler und Trainer
- Lüschow, Marcus (1541–1601), deutscher Rechtswissenschaftler, Hochschullehrer und Rektor
- Lüschow, Petra (* 1966), deutsche Autorin, Regisseurin und Filmdramaturgin
- Luschpynskyj, Oleksandr (1878–1943), ukrainischer Architekt und Maler
- Luschtschak, Nil Jurij (* 1973), ukrainischer Ordensgeistlicher und Weihbischof in Mukatschewe
- Luschtschikow, Gennadi Georgijewitsch (1948–2004), sowjetischer Sportschütze
- Luschtschyk, Wladyslaw (* 1975), ukrainischer Bogenbiathlet
- Luscius Ocrea, Lucius, römischer Suffektkonsul
- Luscomb, Florence Hope (1887–1985), US-amerikanische Suffragette, Architektin
- Luscombe, David (1938–2021), britischer Historiker

### Luse
- Lüsebrink, Hans-Jürgen (* 1952), deutscher Romanist und Historiker
- Lüsebrink, Karin (1908–1984), deutsche Schauspielerin bei Bühne und Film
- Lusenge, Julienne, kongolesische Menschenrechtsaktivistin
- Lusensky, Franz (1862–1924), deutscher Ministerialbeamter, MdHdA
- Lusenti, Gerhard (1921–1996), Schweizer Fussballspieler
- Luser, Adolf (1886–1941), österreichischer Verleger
- Luser, Christoph (* 1980), österreichischer Schauspieler
- Luser, Columban (* 1955), österreichischer Geistlicher, Abt des Stiftes Göttweig
- Luser, Constantin (* 1976), österreichischer Künstler
- Luserke, Martin (1880–1968), deutscher Reformpädagoge, Barde, Theaterschaffender, Erzähler und SchriftstellerMartin Luserke (1880–1968)

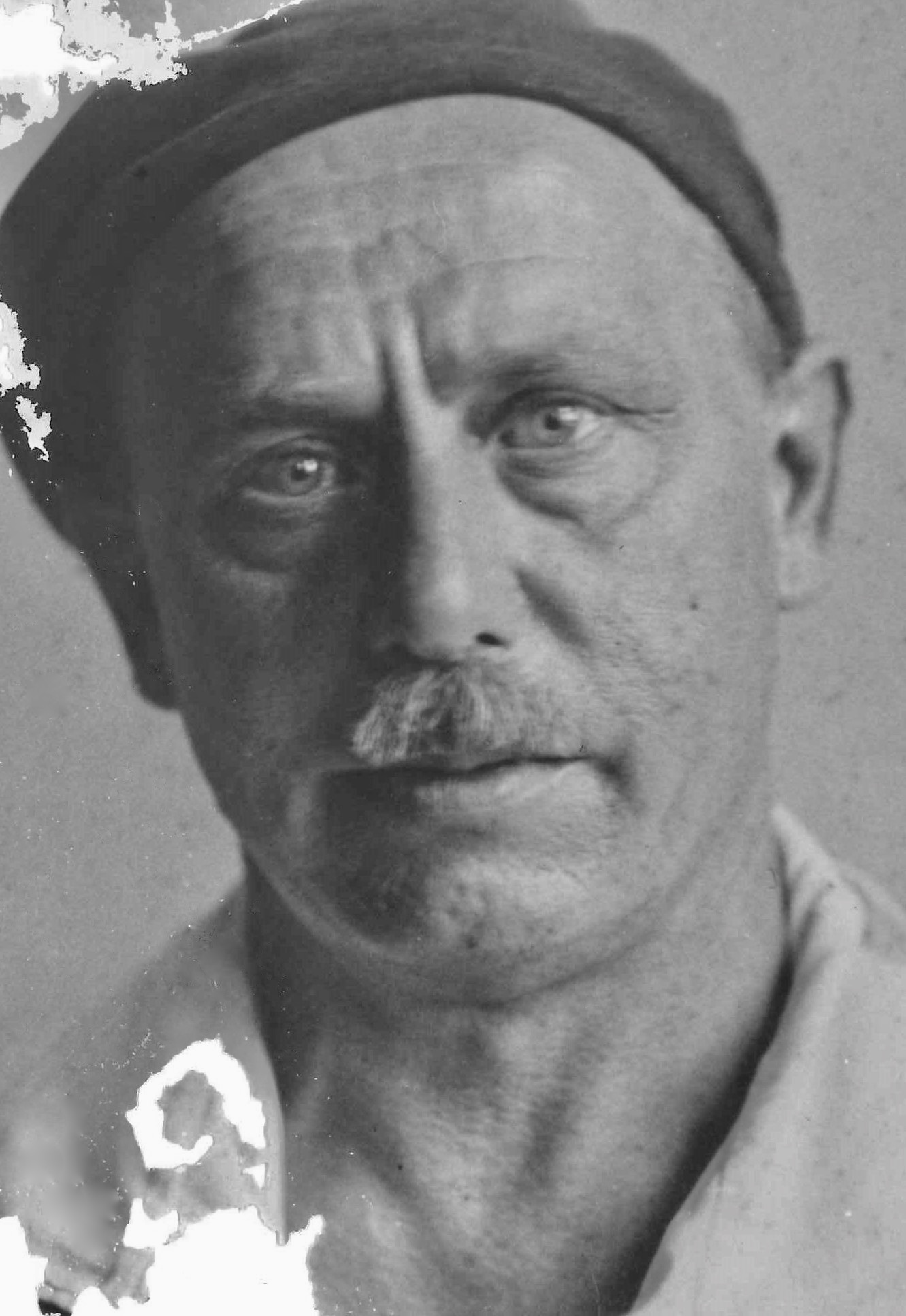
Martin Luserke (1880–1968)

- Luserke-Jaqui, Matthias (* 1959), deutscher Germanist und Literaturwissenschaftler
- Lusernetta, Meister von, piemontesischer Maler
- Lusetzky, Helga (* 1940), österreichische Politikerin (ÖVP), Landtagsabgeordnete

### Lush
- Lush, Billy (* 1981), US-amerikanischer Schauspieler
- Lush, Jay (1896–1982), US-amerikanischer Genetiker
- Lusha, Masiela (* 1985), albanisch-US-amerikanische Schauspielerin und Schriftstellerin
- Lushbaugh, Clarence (1916–2000), US-amerikanischer Radiologe und Pathologe
- Lusher, Don (1923–2006), britischer Jazzmusiker
- Lushta, Riza (1916–1997), albanischer Fußballspieler
- Lushtak, Ilya, russisch-amerikanischer Jazzmusiker (Gitarre, Gesang)
- Lushtaku, Kushtrim (* 1989), kosovarischer Fußballspieler

### Lusi
- Lusi, Jing (* 1985), chinesisch-britische Theater- und Filmschauspielerin
- Lusi, Spiridion von († 1815), griechischer Gelehrter und preußischer Diplomat und General
- Lusiani, Mario (1903–1964), italienischer Radrennfahrer
- Lusianus Proculus, Sextus, römischer Suffektkonsul
- Lusiardi, Ralf (* 1964), deutscher Archivar und Historiker
- Lusibaea, Jimmy (* 1970), salommischer Politiker
- Lusibaea, Vika (* 1964), salomonische Politikerin
- Lušić, Deni (* 1962), jugoslawischer Wasserballspieler
- Lusici, Dietrich (1942–2024), deutscher Maler und Grafiker
- Lusien, Maurice (1926–2017), französischer Schwimmer
- Lusignan, Étienne de (1537–1590), zypriotischer Geistlicher, Bischof und Historiker
- Lusignan, Franz Xaver Joseph de (1753–1832), österreichischer Offizier
- Lusignani, Luigi (1896–1943), italienischer Oberst
- Lusin, Aleksandr (* 1997), estnischer Tischtennisspieler
- Lusin, Caroline (* 1977), deutsche Anglistin
- Lusin, Nikolai Nikolajewitsch (1883–1950), russischer Mathematiker
- Lusin, Renata (* 1987), russische Tänzerin und TanzsporttrainerinRenata Lusin (* 1987)

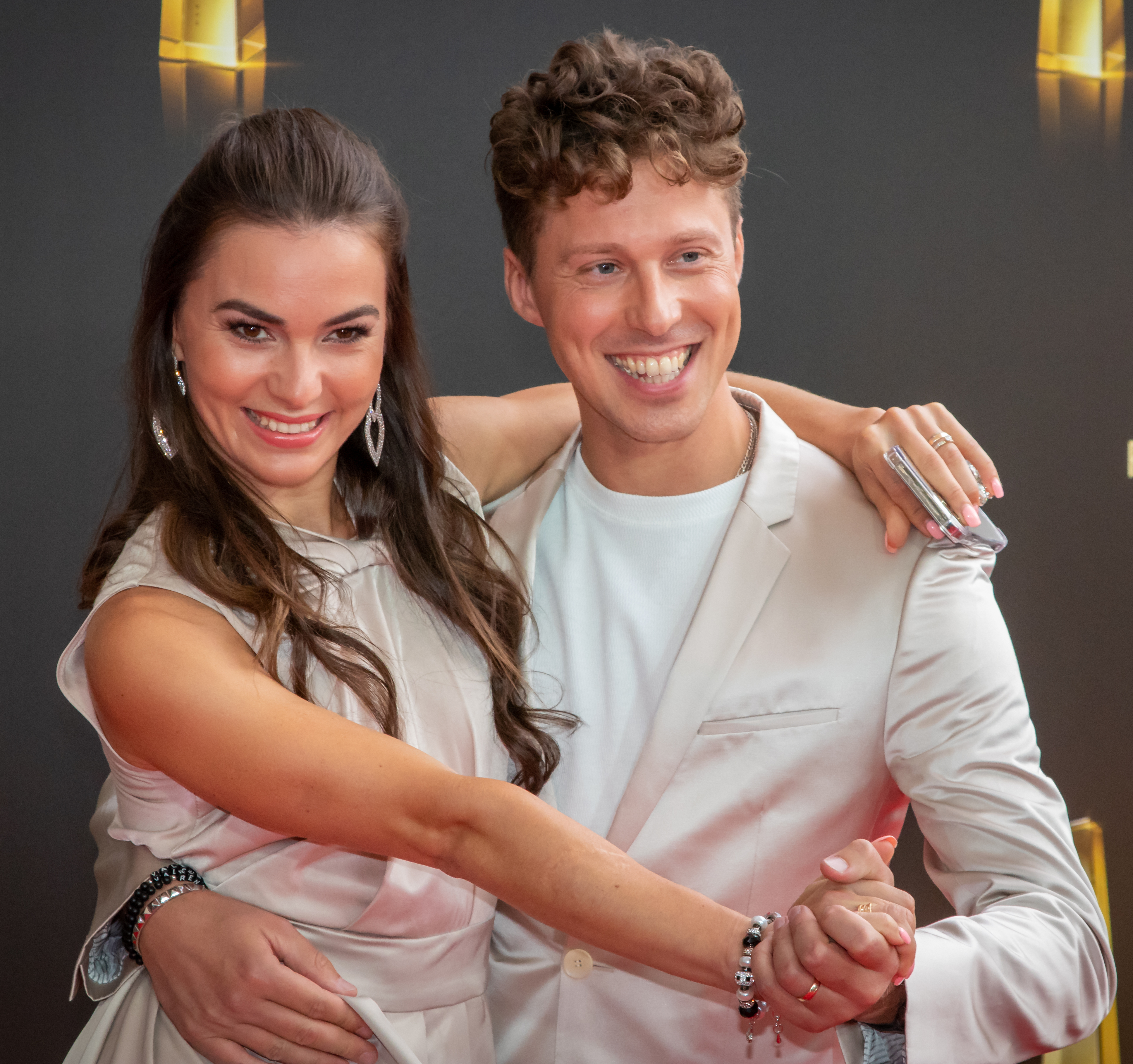
Renata Lusin (* 1987)

- Lusin, Valentin (* 1987), russischstämmiger Tänzer und Tanzsporttrainer
- Lusinchi, Jaime (1924–2014), venezolanischer Politiker, Präsident Venezuelas
- Lusine, US-amerikanischer Musiker und DJ
- Lusine, Aymeric (* 1995), französischer Mittelstreckenläufer
- Lūsiņš, Edgars (* 1984), lettischer Eishockeytorwart
- Lūsis, Gunārs (* 1950), lettischer Grafikdesigner und Künstler
- Lūsis, Jānis (1897–1979), sowjetischer Zoologe und Genetiker
- Lūsis, Jānis (1939–2020), sowjetisch-lettischer Speerwerfer und Olympiasieger
- Lūsis, Voldemārs (* 1974), lettischer Speerwerfer
- Lusitanus, Zacutus (1575–1642), Arzt und Medizinhistoriker
- Lusius Geta, Lucius, Präfekt der Provinz Ägypten, Prätorianerpräfekt
- Lusius Quietus († 118), römischer Feldherr
- Lusius Sparsus, Gaius, römischer Suffektkonsul (156)
- Lusizi, Siphiwe (* 1989), südafrikanischer Boxer

### Lusk
- Lusk, Clayton R. (1872–1959), US-amerikanischer Rechtsanwalt und Politiker
- Lusk, Don (1913–2018), US-amerikanischer Animator und Regisseur
- Lusk, Eddie (1948–1992), US-amerikanischer Bluesmusiker
- Lusk, George (1839–1919), britischer Bauunternehmer und Dekorateur
- Lusk, Georgia Lee (1893–1971), US-amerikanische Politikerin
- Lusk, Hall S. (1883–1983), US-amerikanischer Jurist und Politiker
- Lusk, Jeremy (1984–2009), US-amerikanischer Freestyle-Motocross-Fahrer
- Lusk, Kaitlyn, US-amerikanische Sängerin (Sopran)
- Lusk, Stanislav (1931–1987), tschechoslowakischer Ruderer
- Luske, Hamilton (1903–1968), US-amerikanischer Animator und Filmregisseur
- Lüske, Marcel (* 1953), niederländischer Pokerspieler
- Łuskina, Włodzimierz (1849–1894), polnischer Maler
- Lusko, Daniel (* 1983), US-amerikanischer Filmregisseur, Filmproduzent, Drehbuchautor, Filmeditor und Schauspieler

### Lusn
- Lušňák, Patrik (* 1988), slowakischer Eishockeyspieler
- Lușneac, Nicușor (* 1989), rumänischer Eishockeyspieler
- Lušnic, Karin (* 1971), slowenische Tennisspielerin

### Luss
- Luss Luyken, Leda (* 1952), griechisch-amerikanische Konzeptkünstlerin, die in Deutschland lebt und arbeitet
- Luss, Sasha (* 1992), russisches Model und SchauspielerinSasha Luss (* 1992)

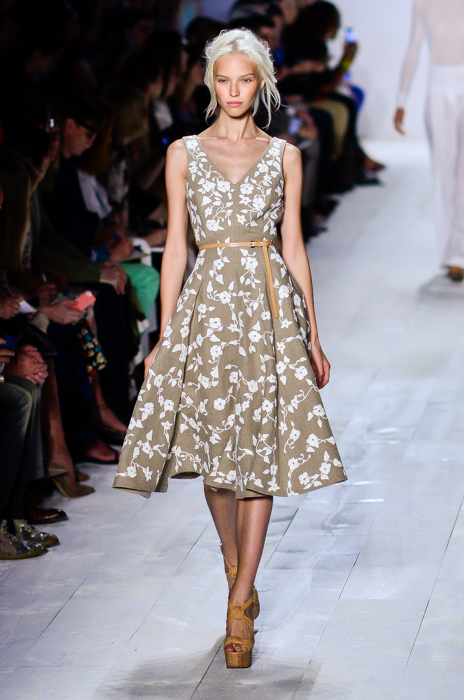
Sasha Luss (* 1992)

- Lussa, Vince (1924–2006), ungarischer Fotograf
- Lussan, Raymond (1904–1994), französischer Autorennfahrer
- Lusse, Charles de, französischer Flötist und Komponist
- Lüsse, Renate (1936–1991), deutsche Sängerin christlicher Musik (Alt)
- Lusser, Augustin (1896–1973), Schweizer Politiker (CVP)
- Lusser, Florian (1820–1889), Schweizer Politiker (KVP)
- Lusser, Josef (1816–1882), Schweizer Politiker (FDP)
- Lusser, Josef Werner (1861–1941), Schweizer Politiker (FDP)
- Lusser, Markus (1931–1998), Schweizer Jurist, Präsident der Schweizerischen Nationalbank
- Lusser, Robert (1899–1969), deutscher Kunstflieger, Ingenieur und Flugzeugentwickler
- Lussert, Anneliese (1929–2006), deutsche Dichterin, Gründungsmitglied der Scherenburgfestspiele
- Lusseyran, Jacques (1924–1971), französischer Schriftsteller und Hochschullehrer
- Lussi, Danielle (* 1992), US-amerikanische Skispringerin
- Lussi, Gustave (1898–1993), Schweizer Eiskunstlauftrainer
- Lussi, Melchior (1529–1606), Schweizer Staatsmann
- Lussi, Niklaus (1825–1897), Schweizer Politiker
- Lussi, Nina (* 1994), US-amerikanische Skispringerin
- Lüssi, Peter (* 1946), Schweizer Sozialarbeiter und Dozent
- Lüssi, Sophie (* 1977), schweizerisch-argentinische Jazz- und Weltmusikerin (Geige, Bratsche, Komposition)
- Lussich, Antonio (1848–1928), uruguayischer Botaniker, Reeder und Literat
- Lussier, Gilles (* 1940), kanadischer römisch-katholischer Geistlicher und emeritierter Bischof von Joliette
- Lussier, Patrick (* 1964), kanadisch-amerikanischer Filmeditor, Drehbuchautor und Filmregisseur
- Lussier, Philippe (1911–1986), kanadischer Geistlicher, römisch-katholischer Bischof von Saint Paul in Alberta
- Lussier, René (* 1957), kanadischer Musiker und Komponist
- Lussignoli, Guido (* 1950), italienischer Radrennfahrer
- Lussmann, Anton (1864–1928), deutscher Bildhauer
- Lußmann, Hermann (* 1930), österreichischer Politiker (ÖVP), Landtagsabgeordneter, Abgeordneter zum Nationalrat
- Lussnigg, Hanna (1913–2006), österreichische Schauspielerin und Sängerin
- Lüssow, Birger (* 1975), deutscher Politiker (NPD) und Neonazi
- Lüssow, Hans (* 1942), deutscher Militär, Vizeadmiral der Deutschen MarineHans Lüssow (* 1942)

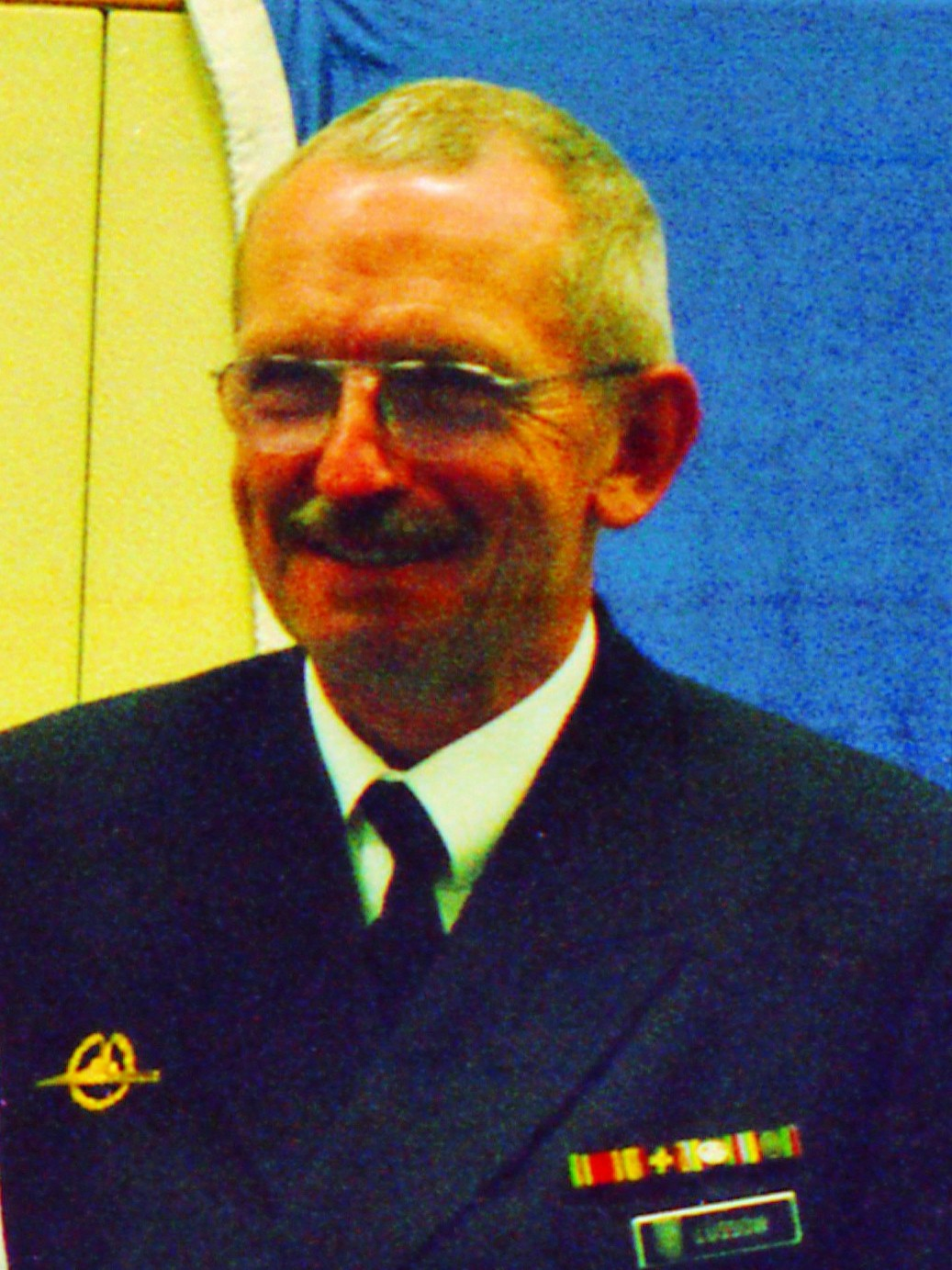
Hans Lüssow (* 1942)

- Lussu, Emilio (1890–1975), italienischer Schriftsteller und Politiker
- Lussu, Joyce (1912–1998), italienische Partisanin, Schriftstellerin, Übersetzerin und Dichterin
- Lüssy, Robert Felix (1887–1942), Schweizer Advokat, Notar, Politiker und Offizier

### Lust
- Lust, Andreas (* 1967), österreichischer Schauspieler
- Lüst, Dieter (* 1956), deutscher theoretischer Physiker
- Lust, Erika (* 1961), deutsche Bühnenbildnerin und Malerin
- Lust, Erika (* 1977), schwedische Drehbuchautorin, Regisseurin, Produzentin und Autorin
- Lust, Franz (1880–1939), deutscher Pädiater (Kinderarzt)
- Lust, Karl-Heinz (1946–2009), deutscher Unternehmer
- Lust, Kendra (* 1978), US-amerikanische Pornodarstellerin frankokanadisch-italienischer Abstammung
- Lust, Louis (1834–1920), preußischer Generalmajor
- Lust, Matthias (* 1970), deutscher Fußballspieler
- Lüst, Reimar (1923–2020), deutscher Astrophysiker und Wissenschaftsmanager
- Lüst, Rhea (1921–1993), deutsche Astrophysikerin
- Lust, Ulli (* 1967), österreichische Comiczeichnerin und Online-VerlegerinUlli Lust (* 1967)

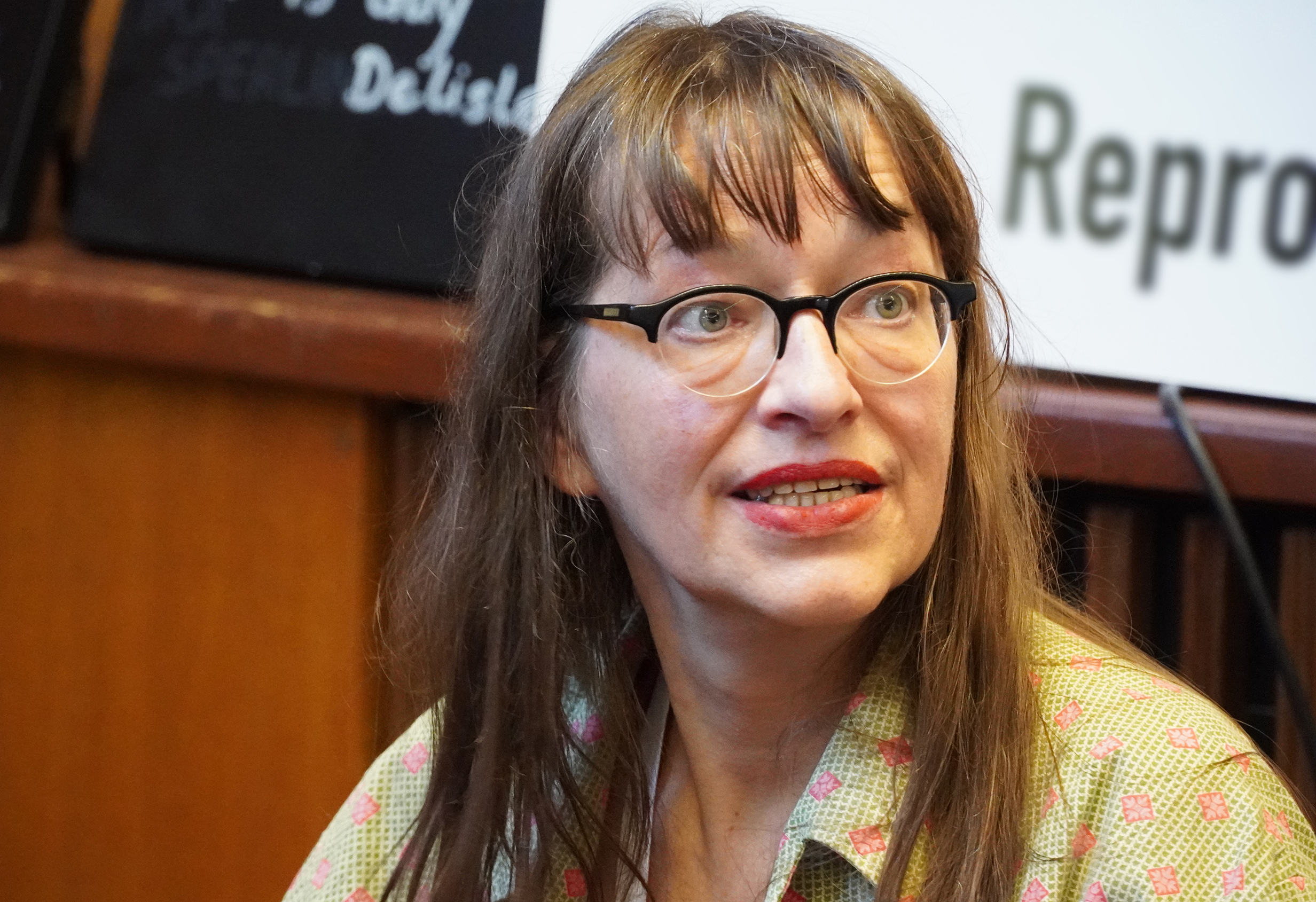
Ulli Lust (* 1967)

- Lust, Victoria (* 1989), englische Squashspielerin
- Lust, Wilhelmina (* 1932), niederländische Weitspringerin, Hürdenläuferin und Sprinterin
- Lustadt, Anna von († 1485), Adelige, Zisterzienserin, Äbtissin im Kloster Rosenthal (Pfalz)
- Lustbader, Eric Van (* 1946), US-amerikanischer Schriftsteller
- Lustenberger, Andreas (* 1986), Schweizer Politiker (Grüne)
- Lustenberger, Claudio (* 1987), Schweizer Fußballspieler
- Lustenberger, Fabian (* 1988), Schweizer FussballspielerFabian Lustenberger (* 1988)

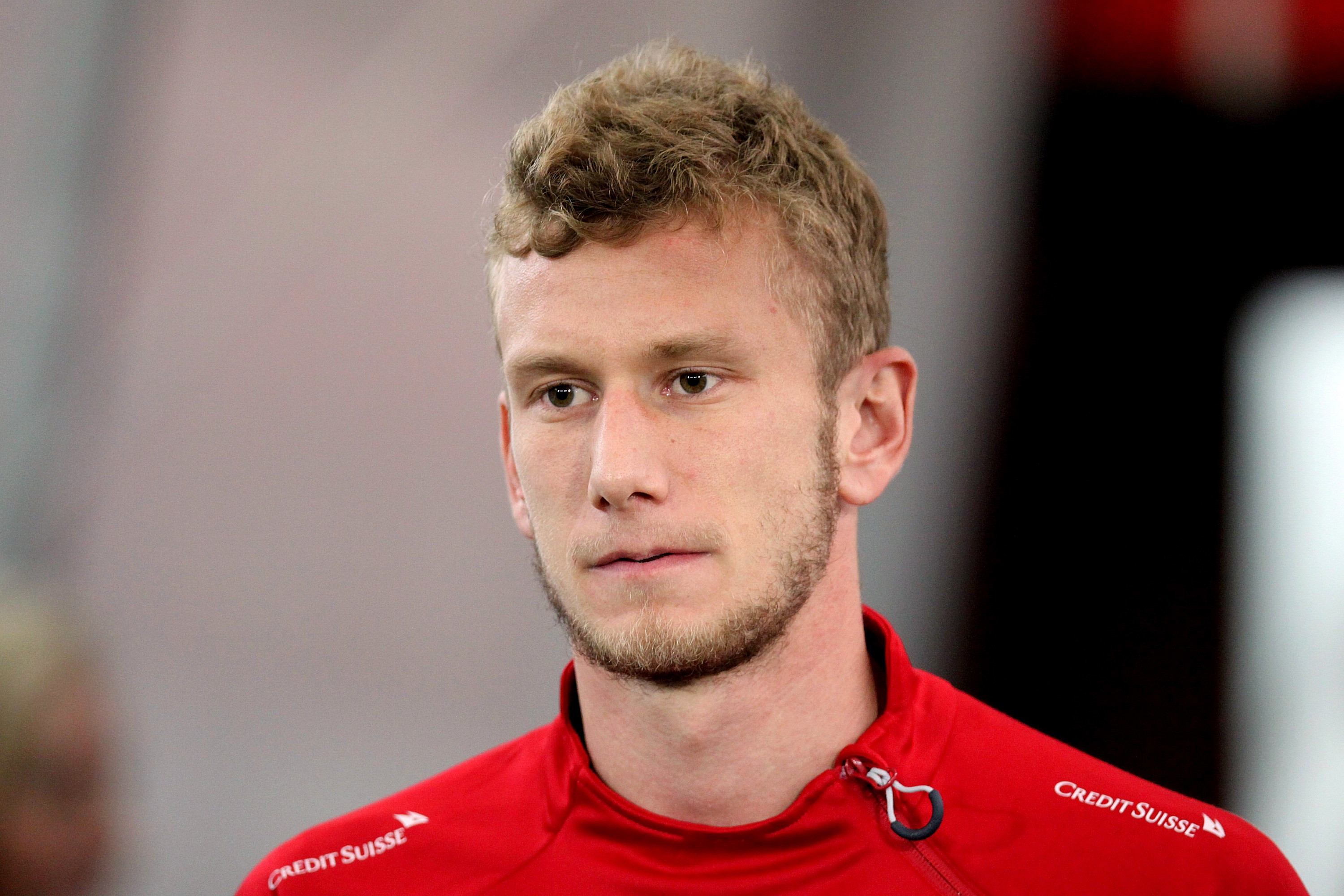
Fabian Lustenberger (* 1988)

- Lustenberger, Karl (* 1952), Schweizer Skisportler
- Lustenberger, Ruedi (* 1950), Schweizer Politiker
- Luster, Ahrue (* 1968), US-amerikanischer Gitarrist
- Luster, Andrew (* 1963), US-amerikanischer Millionenerbe und Serienvergewaltiger
- Luster, Rudolf (1921–2000), deutscher Jurist und Politiker (CDU), MdA, MdB, MdEP
- Luster-Haggeney, Franz (1895–1958), Landwirt und Politiker (Zentrum, CDU), MdL
- Lustgart, Karin (* 1952), deutsche Basketballspielerin
- Lustgarten, Benjamin (* 1992), US-amerikanischer Skilangläufer
- Lustgarten, Egon (1887–1961), österreichischer Dirigent und Komponist
- Lustgarten, Siegmund (1857–1911), österreichisch-amerikanischer Dermatologe
- Lusth, Mats (* 1962), schwedischer Eishockeyspieler und -trainer
- Lusti, Liisa-Maria (* 2004), estnische Siebenkämpferin
- Luštica, Slavko (1923–1992), jugoslawischer Fußballspieler
- Lustica, Steven (* 1991), australischer Fußballspieler
- Lustig Piacezzi, Alessandro (1857–1937), österreichisch-italienischer Arzt, Anatom, Pathologe und Hochschullehrer
- Lustig, Aaron (* 1956), US-amerikanischer Schauspieler, Schauspiellehrer und Synchronsprecher
- Lustig, Arnošt (1926–2011), tschechischer Schriftsteller und Publizist
- Lustig, Branko (1932–2019), jugoslawisch-US-amerikanischer Filmproduzent und SchauspielerBranko Lustig (1932–2019)

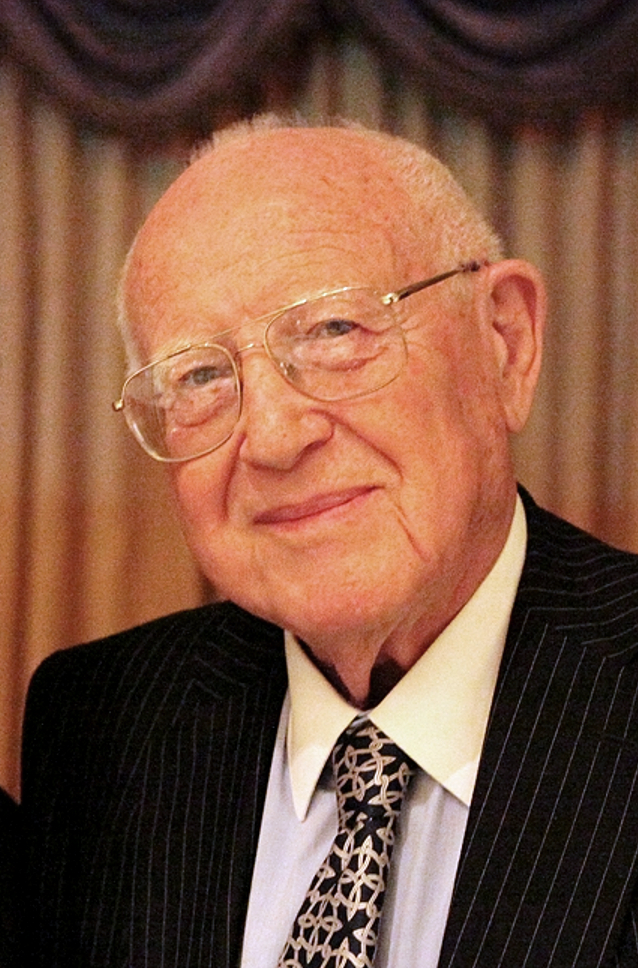
Branko Lustig (1932–2019)

- Lustig, Franz (* 1967), deutscher Kameramann
- Lustig, Gerhard (1929–1993), deutscher Mathematiker
- Lustig, Gustav (1849–1913), österreichischer Chemiker
- Lustig, Hans-Joachim, deutscher Chorleiter
- Lustig, Henriette (1808–1888), deutsche Unternehmerin, Begründerin des Wäschereigewerbes
- Lustig, Jacob Wilhelm (* 1706), niederländischer Komponist, Organist und Musiktheoretiker
- Lustig, Jan (1902–1979), deutsch-amerikanischer Drehbuchautor
- Lustig, Josef (1911–1944), tschechischer Bühnenschauspieler und -regisseur
- Lustig, Konrad, deutscher Drehbuchautor
- Lustig, Leo (1860–1930), deutscher Eisenhändler, Leiter der Deutschen Eisenhandels AG
- Lustig, Mikael (* 1986), schwedischer Fußballspieler
- Lustig, Oliver (1926–2017), jüdisch-rumänischer Journalist und Buchautor
- Lustig, Paula (1891–1983), österreichische Textilkünstlerin und Kunsthandwerkerin
- Lustig, Peter (1937–2016), deutscher Fernsehmoderator und KinderbuchautorPeter Lustig (1937–2016)

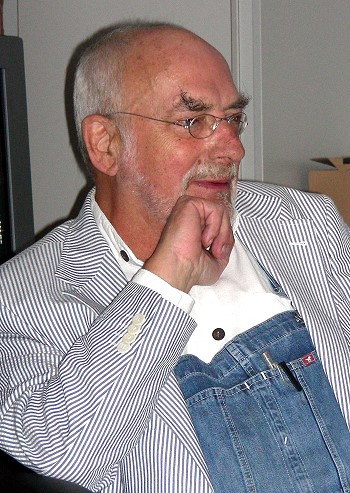
Peter Lustig (1937–2016)

- Lustig, Robert (* 1957), US-amerikanischer Kinderarzt und Professor für Neuroendokrinologie
- Lustig, Valentin (* 1955), Schweizer Kunstmaler
- Lustig, Victor (1890–1947), Trickbetrüger und Hochstapler
- Lustig, Walter (1891–1945), deutscher Mediziner und jüdischer Verbandsfunktionär
- Lustig, William (* 1955), US-amerikanischer Filmregisseur und -produzent
- Lustig-Prean, Karl (1892–1965), österreichischer Theaterdirektor und -intendant sowie Opernregisseur, Musikschriftsteller und Journalist
- Lustiger, Arno (1924–2012), deutsch-jüdischer Historiker und Schriftsteller
- Lustiger, Gila (* 1963), deutsche Schriftstellerin
- Lustiger, Jean-Marie (1926–2007), französischer Geistlicher, römisch-katholischer Erzbischof von Paris
- Lustik, Wilfried (1928–2009), deutscher Polizeioffizier und Leiter der Verwaltung des Strafvollzugs
- Lustkandl, Wenzel (1832–1906), österreichischer Jurist und Politiker, Landtagsabgeordneter
- Lustnau, Hans von, württembergischer Adliger
- Lustnau, Ludwig von, Bürgermeister von Tübingen (1296–1306)
- Lustnau, Ostertag von, württembergischer Adliger
- Lustnau, Ulrich von, Ritter in Lustnau
- Lüstner, Ignaz Peter (1793–1873), deutscher Violinist und Dirigent
- Lustosa, Antônio de Almeida (1886–1974), brasilianischer Ordensgeistlicher und römisch-katholischer Bischof
- Lustricus Bruttianus, Marcus Titius, römischer Suffektkonsul 108
- Lustrinelli, Mauro (* 1976), schweizerischer Fussballspieler
- Lustü, Steven (* 1971), dänischer Fußballspieler

### Lusz
- Łuszczek, Józef (* 1955), polnischer Skilangläufer
- Łuszczewska, Jadwiga (1834–1908), polnische Schriftstellerin und Dichterin der Romantik
- Łuszczkiewicz, Władysław (1828–1900), polnischer Maler, Kunstlehrer und Kunsthistoriker
- Lusznat, Hans Albrecht (* 1955), deutscher Kameramann, Fotograf und Autor von filmtechnischen Artikeln
- Lusztig, George (* 1946), US-amerikanischer Mathematiker